# Старбёрд, Кейт
Кэтрин Эвелин «Кейт» Старбёрд (англ. Catharine Evelyn "Kate" Starbird; род. 30 июля 1975 года в Уэст-Пойнте, Нью-Йорк, США) — американская профессиональная баскетболистка, выступала в женской национальной баскетбольной ассоциации. Была выбрана на драфте ВНБА 1999 года в третьем раунде под 26-м номером командой «Сакраменто Монархс». Играла на позиции атакующего защитника.

## Ранние годы
Кейт Старбёрд родилась 30 июля 1975 года в городке Уэст-Пойнт (штат Нью-Йорк), а выросла в городе Лейквуд (штат Вашингтон), где посещала среднюю школу Лейкс, в которой выступала за местную баскетбольную команду.